# 養命寺 (藤枝市)
養命寺（ようめいじ）は、静岡県藤枝市本町三丁目にある浄土宗の寺院。山号は池龍山。本尊は阿弥陀如来。

## 歴史

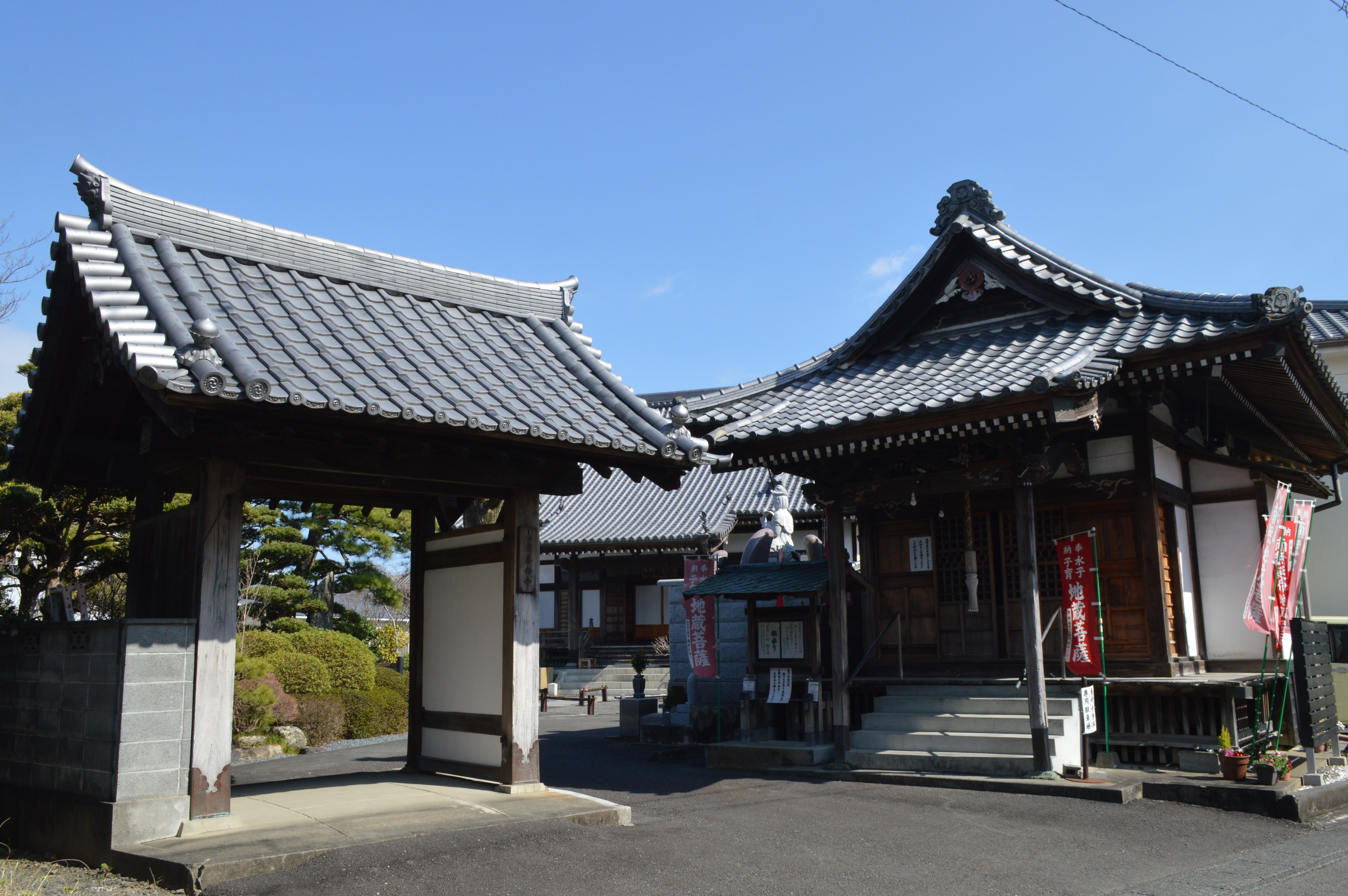
山門と地蔵堂

大永3年（1523年）、小田市郎兵衛によって小田家先祖を祀るために創建された。
戦国時代から江戸時代初期にかけて衰退し、元禄13年（1700年）と安永2年（1773年）に再興されている。東海道藤枝宿の東端に近く、かつて門前には下伝馬の問屋場があった。江戸時代には朝鮮通信使の宿となったこともあった。
田中藩藩士の菩提寺にもなり、源昌寺、満願寺とともに「田中の三寺」と言われた。嘉永7年11月4日（1854年12月23日）の安政東海地震の際には、本堂ほかが大破した。
1913年（大正2年）頃には志太郡四国霊場（志太郡八十八ヶ所霊場）が制定され、養命寺は第6番札所となった。

## 境内
- 本堂

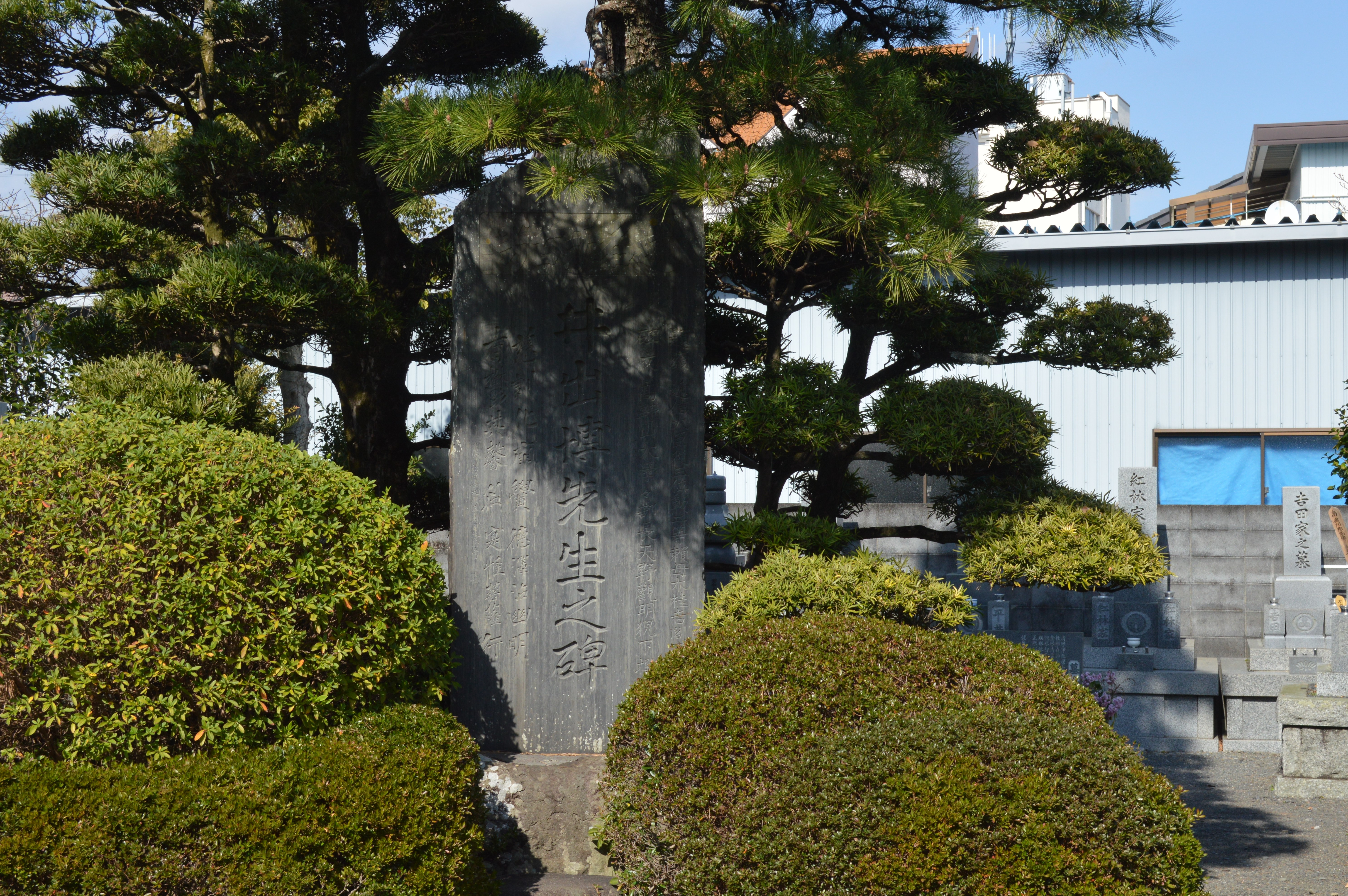
井出博先生之碑

- 地蔵堂 - 延宝2年（1674年）創建[1]。延命地蔵と楊櫨木地蔵が祀られている[1]。毎年8月23日と24日には地蔵縁日でにぎわう[1]。
- 井出博先生之碑 - 題額は頼母木桂吉逓信大臣。碑文は高野山大学の天野観明教授。井出博は1910年（明治43年）に志太郡焼津町に生まれ、旧制志太中学校（現・静岡県立藤枝東高等学校）と日本体育会体操学校（現・日本体育大学）を卒業後、焼津町東尋常高等小学校（現・焼津市立焼津東小学校）の代用教員になったが、27歳で死去した[6]。
- 西郷小市碑 - 幕末の文化・文政期に活躍した俳人である西郷小市の辞世の句碑[1]。「辻駕や 枯野の夢の さめ心」。
- 仙田五太夫碑 - 田中藩の馬術指南役である仙田五太夫の碑[1]。
- 杵屋正太郎碑 - 明治維新期に活躍した長唄の師匠である杵屋正太郎の辞世の句碑[1]。「三味線の 三すぢの外の 四をひくは わがもちまへの せんきすじなり」。